# Riccardo Materazzi
Riccardo Materazzi (Bruselas, Bélgica, 15 de junio de 1963) es un atleta italiano de origen belga retirado especializado en la prueba de 1500 m, en la que consiguió ser subcampeón europeo en pista cubierta en 1984.

## Carrera deportiva
En el Campeonato Europeo de Atletismo en Pista Cubierta de 1984 ganó la medalla de plata en los 1500 metros, con un tiempo de 3:41.57 segundos, tras el suizo Peter Wirz y por delante del alemán Thomas Wessinghage.